# 한국소비자생활협동조합연합회
한국소비자생활협동조합연합회(消費者生活協同組合聯合會, Korea Consumer Cooperative Allance, 약칭: 한소연)은 공정한 거래와 양심적 소비운동을 전개하는 사회적 책임을 다하기 위하여 설립된 협동조합 연합체이다. 서울특별시 종로구 새문안로5가길 28 플래티넘 619에 위치하고 있다.

## 설립 근거
- 소비자생활협동조합법 제1조[2]

## 연혁
- 2012년 1월 4일 한국소비자생활협동조합연합회 설립인가 (공정거래위원회)[3]

## 조직

### 총회
- 감사

#### 이사회

##### 사무처
- 전략기획팀
- 인사총무재경팀
- 홍보전산팀
- 시장개발사업지원팀
- 국내개발물류지원팀

## 회원 조합
- 한국소비자중앙생활협동조합
- 한국소비자인천생활협동조합
- 한국소비자대전생활협동조합
- 한국소비자광주생활협동조합
- 한국소비자대구생활협동조합
- 한국소비자부산생활협동조합
- 한국보건의료생활협동조합
- 경인의료생활협동조합
- 한길의료생활협동조합

## 같이 보기
- 농업협동조합
- 축산업협동조합
- 인삼협동조합
- 수산업협동조합
- 신용협동조합
- 중소기업중앙회
- 산림조합중앙회
- 새마을금고중앙회